# Tours FC
Tours Football Club este un club de fotbal din Tours, Franța, care evoluează în Ligue 2. Meciurile de acasă le dispută pe stadionul Stade de la Vallée du Cher care are o capacitate de 13.500 de locuri.

## Istorie
Tours FC a fost fondat în anul 1919 sub numele de AS Docks-du-Centre. După doi ani clubul și-a schimbat numele în AS du Centre. După 20 de ani ei s-au alăturat fotbalului profesionist, în anii '30. În anul 1951 ei și-au schimbat numele în Tours FC, nume care este valabil și astăzi.
Clubul a promovat în Ligue 1 în anul 1980. La începutul sezonului ei au obținut semnătura atacantului argentinian Delio Onnis de la AS Monaco FC. El a ajutat extrem de mult atacul clubui în următorii trei ani, după care clubul s-a întors în liga a doua, însă a revenit pe prima scenă fotbalistică următorul an, dar din nou a retrogradat în următorul sezon. De atunci Tours FC nu a mai reușit o promovare în prima ligă.
La finalul sezonului 2006-07 clubul a retrogradat în Championnat National, a treia ligă ca valoare din Franța, astfel încât Albert Falette, care era antrenor de opt ani, a fost demis. La finalul sezonului dezastruos au fost vânduți majoritatea jucătorilor, până și căpitanul David Fleurival, singurii rămași fiind portarul Armand Raimbault și tânărul Rudz Wendling.
La capătul sezonului 2007-08 ei s-au întors în Ligue 2 unde joacă și azi.

## Jucători

### Lotul actual
As of 30 septembrie 2016.
| Nr. |                  | Poziție | Jucător                              |
| --- | ---------------- | ------- | ------------------------------------ |
| 1   | Coasta de Fildeș | P       | Axel Kacou                           |
| 3   | Franța           | F       | Cyriaque Louvion                     |
| 4   | Serbia           | F       | Bogdan Milošević                     |
| 5   | Franța           | F       | Thibaut Cillard                      |
| 6   | Mali             | M       | Ousseynou Cissé                      |
| 7   | Algeria          | M       | Haris Belkebla                       |
| 8   | Franța           | M       | Mohamed Maouche                      |
| 9   | Franța           | A       | Sacha Clémence                       |
| 10  | Mali             | A       | Ibrahima Tandia                      |
| 11  | Gabon            | M       | Denis Bouanga (on loan from Lorient) |
| 12  | Franța           | F       | Florian Miguel                       |
| 13  | Franța           | M       | Maxime Do Couto                      |
| 14  | Franța           | F       | Rodéric Filippi                      |

| Nr. |                            | Poziție | Jucător                                    |
| --- | -------------------------- | ------- | ------------------------------------------ |
| 16  | Statele Unite ale Americii | P       | Quentin Westberg                           |
| 17  | Franța                     | M       | Roli Pereira de Sa (on loan from Paris SG) |
| 18  | Franța                     | A       | Toifilou Maoulida                          |
| 19  | Franța                     | A       | Bryan Bergougnoux                          |
| 20  | Martinica                  | A       | Geoffrey Malfleury                         |
| 21  | Mali                       | A       | Cheick Fantamady Diarra                    |
| 22  | Madagascar                 | A       | Rayan Raveloson                            |
| 24  | Franța                     | F       | Jonathan Gradit                            |
| 25  | Franța                     | F       | Ibrahim Cissé                              |
| 26  | Coasta de Fildeș           | F       | Daouda Konaté                              |
| 27  | Belgia                     | A       | mairon De Almeida                          |
| 30  | Franța                     | P       | Bingourou Kamara                           |
| 33  | Franța                     | A       | Ange Nanizayamo                            |

1. ↑  „Effectif Tours FC”. toursfc.fr. Arhivat din original la 21 ianuarie 2018. Accesat în 13 septembrie 2016.